# Abbaye d'Ebersmunster
L’abbaye d'Ebersmunster était une abbaye bénédictine située dans la commune d'Ebersmunster dans le département du Bas-Rhin, non loin de la ville de Sélestat. Elle fut une abbaye bénédictine jusqu'à la Révolution française. Ebersmunster était appelée aux premiers temps de sa fondation Evremoutier, puis Ebrotheimmunster, à l'époque où régnait le duc Etichon. Aujourd'hui l'église baroque sert d'église paroissiale dont le saint patron est saint Maurice fêté le 22 septembre.

## Histoire

### Saint-Déodat fonde une petite communauté

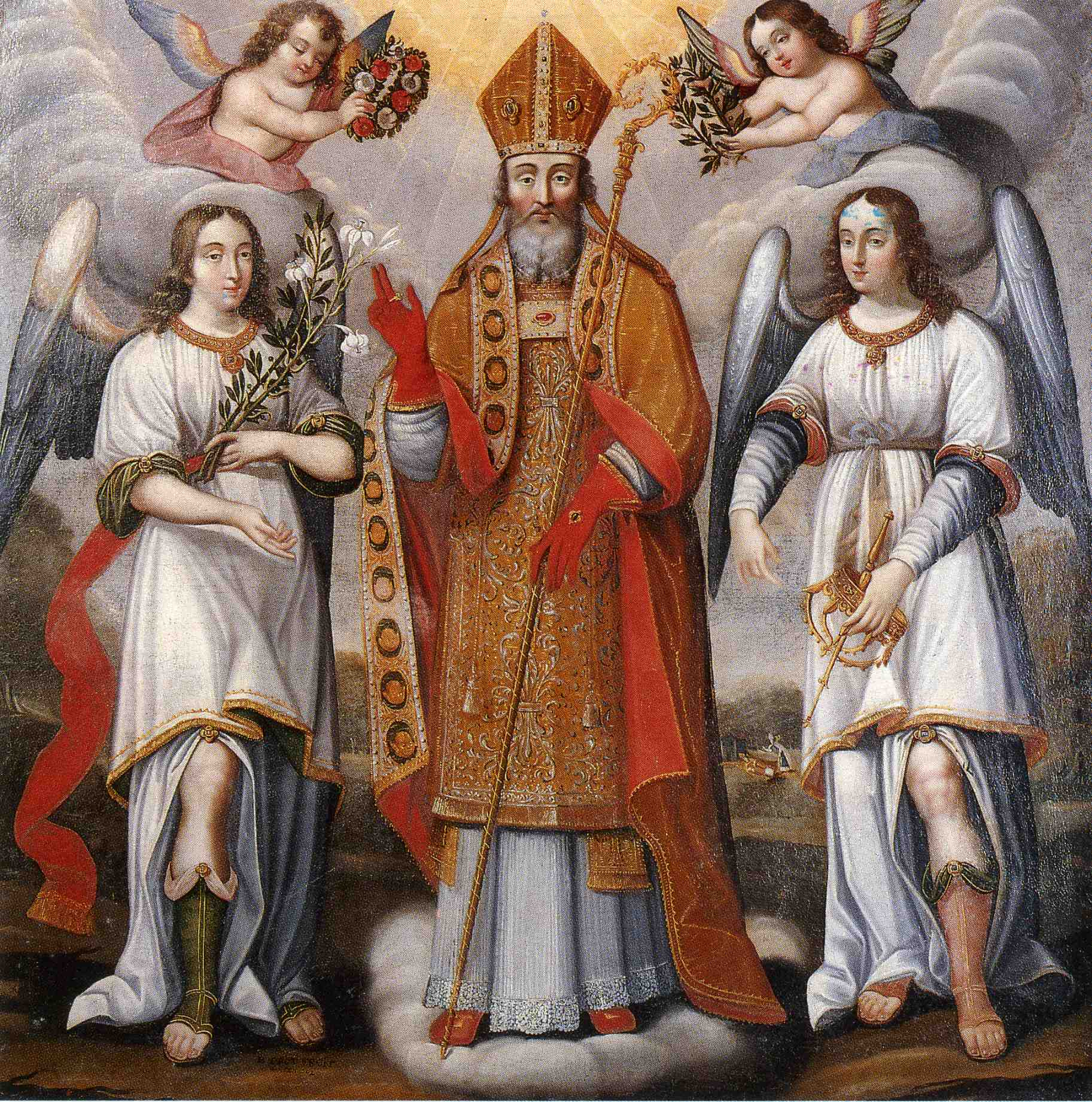
La glorification de saint Déodat (B. Prot, 1662)

Vers 675, un moine irlandais du nom de Déodat s'installe dans la région pour tenter d'évangéliser les populations habitant alors la région. Il parcourt ainsi des centaines de kilomètres, venant de Lorraine. Dans le val d'Argent il y rencontre un ermite, Bobolino et lui demande de fonder un ermitage à l'endroit connu aujourd'hui sous le nom de Bois l'Abbesse faisant partie depuis la Révolution de la commune de Lièpvre. Ensuite, il se rend dans le Val de Villé en passant par la montagne du Chalmont et poursuit sa route pour essayer de convertir au christianisme la population. Il se fixe alors à Ebersmunster et fonde une petite communauté de moines qui suivront la règle de saint Colomban. Sous le règne de Childéric II, en 669 et avec son appui il fonde un monastère dans la vallée de Galilée qui s'appellera Jointure et qui deviendra en 954 une célèbre collégiale dans la ville de Saint-Dié-des-Vosges. Le monastère de Jointure reçut par la suite des religieux formés à Ebersmunster. Saint Déodat au cours de son séjour en Alsace fit la connaissance d'un riche seigneur connu sous le nom de Hunon qui séjournait alors à Hunawihr Hunne son épouse était alliée au duc Aldaric. Hunne était une femme très pieuse et se rendait souvent auprès des pauvres pour leur rendre de menus services, comme laver leur linge. Les habitants l'avaient surnommés la sainte lavandière. Elle eut un fils qu'elle nomma Déodat. Ses parents le vouèrent à Dieu. Il mourut comme religieux à l'abbaye d'Ebersmunster . Hunne fut une bienfaitrice de l'abbaye d'Ebersmunster. Elle donna la moitié des biens qu'elle possédait à Sigolsheim et à Mittelwihr à l'abbaye d'Ebersmunster et une autre moitié de ses biens d'Ungersheim à celui de Jointure. Hunne fut canonisée en 1520 grâce à l'intervention d'Ulrich de Wurtemberg par le pape Léon X. Quant à Saint Déodat il finit ses jours le 19 juin 679 dans le monastère qu'il avait fondé à Jointure (Saint-Dié-des-Vosges) tout en conservant celui d'Ebersmunster. Les moines d'Ebersmunster lui donnèrent comme successeur Ehrade, qu'on prétend être le même que Saint-Eharde évêque qui baptisa sainte Odile. Mais la chronique d'Ebersmunster dit qu'il était simple moine lorsqu'il fut élu par ses frères. Thierry III, roi de France et d'Austrasie vint à Ebersmunster. Édifié par la simplicité et la bonté des solidaires qui peuplaient l'endroit, il détacha de son domaine royal les villages de Hiltzen (Hilsenheim), Bindern (Bindernheim) et Ehnweyer (Ehnwihr)  qui se trouvaient pas très loin d'Ebersmunster. Il abandonna de son domaine toutes les dîmes, églises, bans, serfs et autres biens et les confia aux moines et à ses successeurs sous la protection et l'immunité royale. Le roi ne conserva qu'une cour avec quelques serfs à Hiltzen pour y loger les officiers royaux qui viendraient séjourner dans la région. Dans un diplôme du 9 février 684 adressé à Athic, duc d'Alsace, Thierry III confirme la donation qu'il avait faite de Hiltzen et de son église ainsi que des dîmes. Dans ce diplôme il affirme qu'il prend sous sa protection les hommes libres de ce lieu, en les exemptant de la juridiction des juges royaux pour les soumettre à celle de l'abbaye. Il ordonne en outre que tous les droits et impôts qu'ils payaient auparavant pour le trésor du roi reviennent dorénavant à l'abbaye d'Ebersmunster pour être employés au luminaire de l'église.

### Naissance
L'endroit où fut fondée l'abbaye était connu sous le nom de Novientum lorsque les Triboques peuplaient encore la région. C'est sur cet emplacement que fut construite l'abbaye d'Ebersmunster financée par le duc Aldaric et son épouse Bereswinde (ou Berswinde), fille du roi Sigebert III et cousine de Saint Léger évêque d'Autun dont les noms apparaissent dans la chronique de cette abbaye et dans une charte de Carloman Ier et Charlemagne de 770 et 810. La chronique d'Ebersmunster en fait remonter l'origine jusqu'à Trebera, fils de Ninus, mais il s'agit plutôt d'une légende. Dans cette même chronique on y lit que Jules César fit bâtir à cet emplacement un temple consacré au Dieu Mercure, connu sous les Celtes sous le nom de Teutatès. Les peuples des alentours offrirent en sacrifices des proies vivantes ou même de jeunes vierges. D'après la légende, ce temple fut détruit par saint Materne, apôtre de l'Alsace qui éleva sur les débris de ce temple une église sous l'invocation de saint Pierre. Novientum fut ensuite baptisé Ebersmunster, qu'on peut traduire par habitat du sanglier, vraisemblablement à cause du grand nombre de sangliers qu'on y chassait dans les environs. On prétend que c'est à Novientum que le fils de Dagobert Ier, Sigebert III, second roi d'Austrasie avait été blessé au cours d'une battue de chasse. Dès l'an 661, l'endroit fut occupé par quelques solitaires qui vivaient en communauté. Leur nombre augmenta considérablement avec l'arrivée de saint Déodat, évêque de Nevers qui s'y retira. D'après la légende, saint Déodat s'était d'abord fixé dans un lieu reculé de la forêt de Haguenau où il connut quelques déboires avec les habitants des lieux qui lui manifestaient leur hostilité. Il se lia d'amitié avec saint Arbogast, puis se retira à Ebersheim. Saint Déodat y bâtit une église en l'honneur des apôtres Saint-Pierre et Saint-Paul, et l'enrichit des reliques du martyr saint Maurice qu'il avait obtenues d'Ambroise, abbé du monastère de Saint Maurice en Valais.

### Fondation de l'abbaye

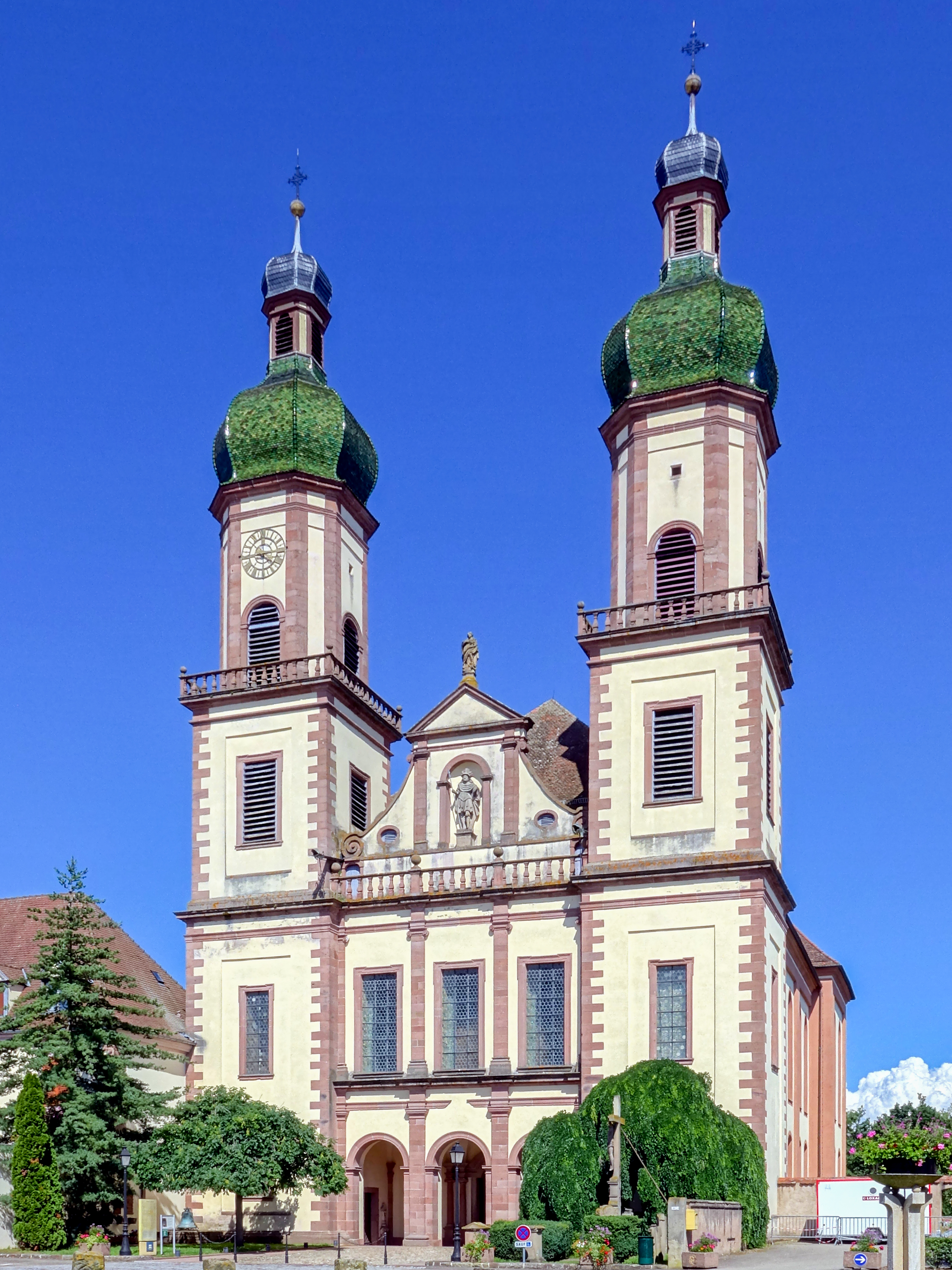
Façade occidentale de l'église baroque Saint-Maurice d'Ebersmunster

L'abbaye bénédictine d'Ebersmunster  est fondée au milieu du VIIe siècle sur les restes d'un camp fortifié romain. Elle fut richement dotée par le duc d'Alsace Aldaric, père de Sainte Odile, connu aussi sous le nom Etichon qui reçut les reliques de Saint Dié. La vie monastique fut d'abord réglée par Saint-Déodat. La communauté suivit ensuite la Règle mixte bénédictine pure. L'inauguration de l'église fut faite par l'évêque de Nevers vers l'an 667 en présence de nombreux habitants de la région venus d'Alsace et de la Lorraine. Aldaric, duc d'Alsace à qui appartenaient les terres d'Ebersmunster, contribua par ses dons à la fondation de l'abbaye. Les biens qu'il accorda à l'abbaye d'Ebersmunster furent considérables. Ils comprenaient notamment la cour seigneuriale et l'église d'Ober-Sultz et toutes les dîmes avec tout le ban depuis le haut de la montagne du Ballon et la fontaine de Breitenbrunn jusqu'à la forêt de Munebroch, ainsi que la cour seigneuriale d'Eguisheim et les dîmes, la cour seigneuriale de Sigolsheim, l'église et les dîmes, ainsi que la moitié du village de Metzeral jusqu'à Stosswihr, depuis la rivière de la Fecht jusqu'à celui de Muhlbach. L'abbaye disposait également de la cour d'Orschwiller et des dîmes ainsi que la moitié du ban qui passe par le ruisseau de l'Eckenbach séparant la Haute-Alsace de la Basse-Alsace, qui dépendait auparavant du diocèse de Strasbourg et de Bâle. (aujourd'hui le Haut-Rhin et le Bas-Rhin). L'abbaye d'Ebersmunster disposait également de la cour de Scherwiller, les dîmes et son ban et la moitié des terres de Kogenheim, ainsi que l'église, les dîmes et le village de Sermersheim, de Huttenheim, Valff, Nordhausen (ou Nartz), Hindisheim, Muttersholtz. L'abbaye d'Ebersmunster disposait également de la chapelle et de la moitié des dîmes de Baldenheim, depuis Ehnweyer jusqu'à Baldenheim et celui d'Artolsheim jusqu'à Rathsamhausen, les trois quarts du ban de Grussenheim et tout le ban de Weisweiler dans le Brisgau de l'autre côté du Rhin. Les dîmes et le ban de Burgheim, la cour, l'église et les dîmes de Lagelnheim faisaient aussi partie des biens d'Ebersmunster. Plus tard, sainte Odile qui s'était liée d'amitié avec l'abbaye fondée par son père établit des liens très étroits entre ses chanoinesses de Hohenbourg et les moines d'Ebersmunster. Elle nomma directeur spirituel l'abbé d'Ebersmunster et demanda qu'on lui envoyât aux jours solennelles de l'année quelques religieux pour faire l'office divin, notamment pour la fête de la Nativité de la Sainte Vierge. Elle céda à cette occasion et à ses successeurs une chapelle dont elle disposait à Semersheim, ainsi que les droits sur le sel qu'elle avait sur les salines de Marsal et de Moyenvic, ainsi que plusieurs biens sur les bancs de Barr, Illkirch-Graffenstaden, Kunheim, Châtenois, Sermersheim, Gundolsheim, Bergholz, Rixheim, Rurelsheim et Baldersheim. Elle s'engagea également à fournir les ornements de l'autel de Saint-Maurice d'Ebersmunster et ceux qui devaient servir à l'abbé à l'occasion des fêtes solennelles. L'établissement fut élevé en 818 au rang d'une abbaye impériale. À la fin du IXe siècle, le roi Arnoul l'assujettit aux évêques de Strasbourg. Pour obtenir le droit d'élire librement l'abbé et pour jouir de l'immunité du domaine monastique, l'abbé et la communauté n'hésitèrent pas au XIIe siècle à falsifier les chartes anciennes.

### Plusieurs diplômes mentionnent les biens accordés à l'abbaye
La chronique d'Ebersmunster écrite en 1133 consigne l'histoire de cette abbaye, bien que certains passages soient mis en doute par de nombreux historiens.
À l'époque de Pépin le Bref, l'abbé Colombe successeur de Erharde fait consacrer par saint Pirmin une église qui avait été bâtie en l'honneur de saint Pierre par un prêtre portant le nom de Yrin. Benoît, quatrième abbé de l'abbaye d'Ebersmunster, obtient de Pépin le privilège de l'immunité.
Carloman Ier, lors d'un séjour en Alsace vers 770 dans son palais établi à Brumath, renouvelle les privilèges que son père Pépin le Bref et ses prédécesseurs avaient accordés à l'abbaye d'Ebersmunster. Il exempta de la juridiction royale toutes les possessions obtenues de son fondateur, le duc Aldaric, spécifiées dans un diplôme que Carloman fit expédier le 6 mai 770 par Maginaire son chancelier. Les biens qu'a reçus cette abbaye sont aussi mentionnés dans quatre diplômes de Louis le Pieux, en 814, 818, 824 et 829, mais ces copies sont probablement des faux si l'on en croit les experts qui les ont minutieusement examinées.
De tous les biens provenant du duc Aldaric, l'abbaye d'Ebersmunster n'a conservé par la suite que les dîmes de Muttersholtz et du village de Rathsamhausen. Les revenus des dîmes de Sermersheim, Uttenheim, Artolsheim et Grussenheim étaient partagés avec les églises locales. Le monastère est déclaré abbaye de droit impérial en 870.

### Ebersmunster un haut lieu du christianisme
Le monastère d'Ebrotheim devient dès le VIIIe siècle un haut lieu du christianisme. De nombreuses donations viennent enrichir l'abbaye, dont celles des ducs d'Alsace et particulièrement d'Etichon. L'abbaye reçoit de nombreuses possessions qui s'étendent dans presque quatre-vingt villages le long du vignoble jusqu'au sud de Mulhouse et au nord jusqu'à la limite de Strasbourg. Louis le Pieux impose dès 817 à toutes les abbayes carolingiennes la règle bénédictine et en 818 l'abbaye d'Ebersmunster est élevée au rang d'abbaye de l'Empire.
Dès le IXe siècle elle est placée sous l'autorité de l'évêque de Strasbourg. En 1049, le pape Léon IX serait venu consacrer une chapelle à saint Maurice ; ce fut le plus ancien sanctuaire jusqu'à la Révolution. (Elle fut démolie en 1813 par son acquéreur qui l'avait achetée sous enchères au cours de la Révolution.)
L’abbatiale romane construite en 1112, qui est consacrée en 1155, a vraisemblablement été remaniée durant la période gothique.
Au XIIe siècle, le pèlerinage en l'honneur de saint Nicolas attirait de nombreux pèlerins.

### Floraison de l'abbaye auXIIIe–XIVesiècle
En 1331, le village d'Ebersmunster passa au rang de ville par l'évêque de Strasbourg, Berthold de Buckeck (1328-1353).

### Pillée lors de la guerre des paysans
Durant la guerre des paysans (1525), l'abbaye et l'église d'Ebersmunster, exécutées dans leurs parties les plus anciennes en style roman, sont pillées et saccagées. Les reliques de sainte Hune furent dispersées. En 1549, les habitants d'Hunawihr profanèrent les lieux et embrassèrent la religion de Luther. Elle est affiliée en 1607 à la congrégation de Bursfelde du nom du couvent situé à Hanovre et en 1624 à la congrégation de Strasbourg.
L'église romane construite au début du XIIe siècle est incendiée en 1632 par les troupes suédoises durant la guerre de Trente Ans. Elle est reconstruite en 1712, par l'architecte autrichien Peter Thumb en style baroque allemand. De nouveau brûlée par la foudre en 1717, elle est une nouvelle fois rebâtie de 1720 à 1726 par une église baroque. Si l'église a été épargnée durant la période révolutionnaire, la communauté monastique est dissoute en 1790.

### La ville d'Ebersmunster est incendiée par les troupes suédoises
La ville et l'abbaye d'Ebersmunster sont incendiées dans la nuit du 4 au 5 octobre 1632 par les troupes suédoises du maréchal Gustaf Horn. Les moines s'installent alors dans une enceinte construite au XVIe siècle à Sélestat. Ils y resteront jusqu'à la signature du Traités de Westphalie et de Munster en 1648. Ils reviennent ensuite à Ebersmunster. Vers 1653 l'église de l'abbaye est remise en état.

### La reconstruction de l'abbaye et de l'église

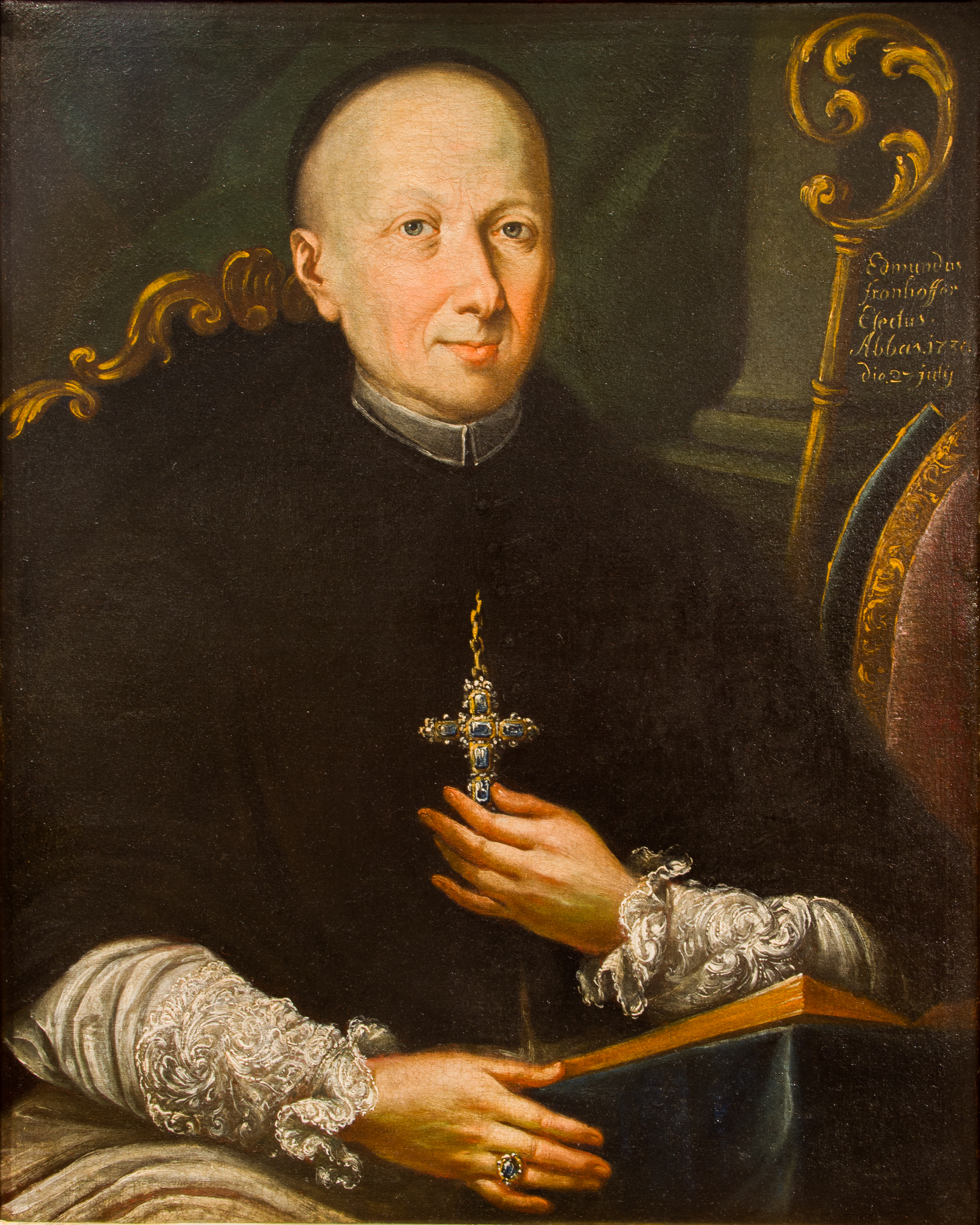
Edmond Fronhoffer, avant-dernier
Abbé d’Ebersmunster qui gouverna l’abbaye de 1730 à 1771.
– Bibliothèque du Grand Séminaire de Strasbourg.

Au lendemain de la guerre de Trente Ans, l'abbaye se relève lentement de ses ruines sous la direction des abbés Nicolas II Specklin (1645-1657), Victor Dreyer (1657-1659), Exupère Ergersheim (1659-1672) et Alphonse Meyer (1672-1674). Mais c'est sous l'abbatiat de Bernard Roethlin (1675-1715) que l'église abbatiale est entièrement reconstruite. Un célèbre maître d'œuvre du Vorarlberg, Peter Thumb (1681-1766), qui avait fait ses preuves en Allemagne du sud en construisant plusieurs églises de style baroque, donne les plans de la nouvelle église. L'édifice est complètement achevé en 1712.

### Les biens de l'abbaye d'Ebersmunster sont vendus à la Révolution
En 1791 la communauté des moines fut dispersée et comptait alors vingt-six religieux. Les bâtiments conventuels furent détruits et les biens furent vendus sous enchères. Le 24 septembre 1792, la bibliothèque de l'abbaye qui renfermait plus de 9025 ouvrages est embarquée à bord de cinq péniches jusqu'à Strasbourg. Une grande partie des ouvrages est alors brûlée sur la place publique.

## Architecture et mobilier

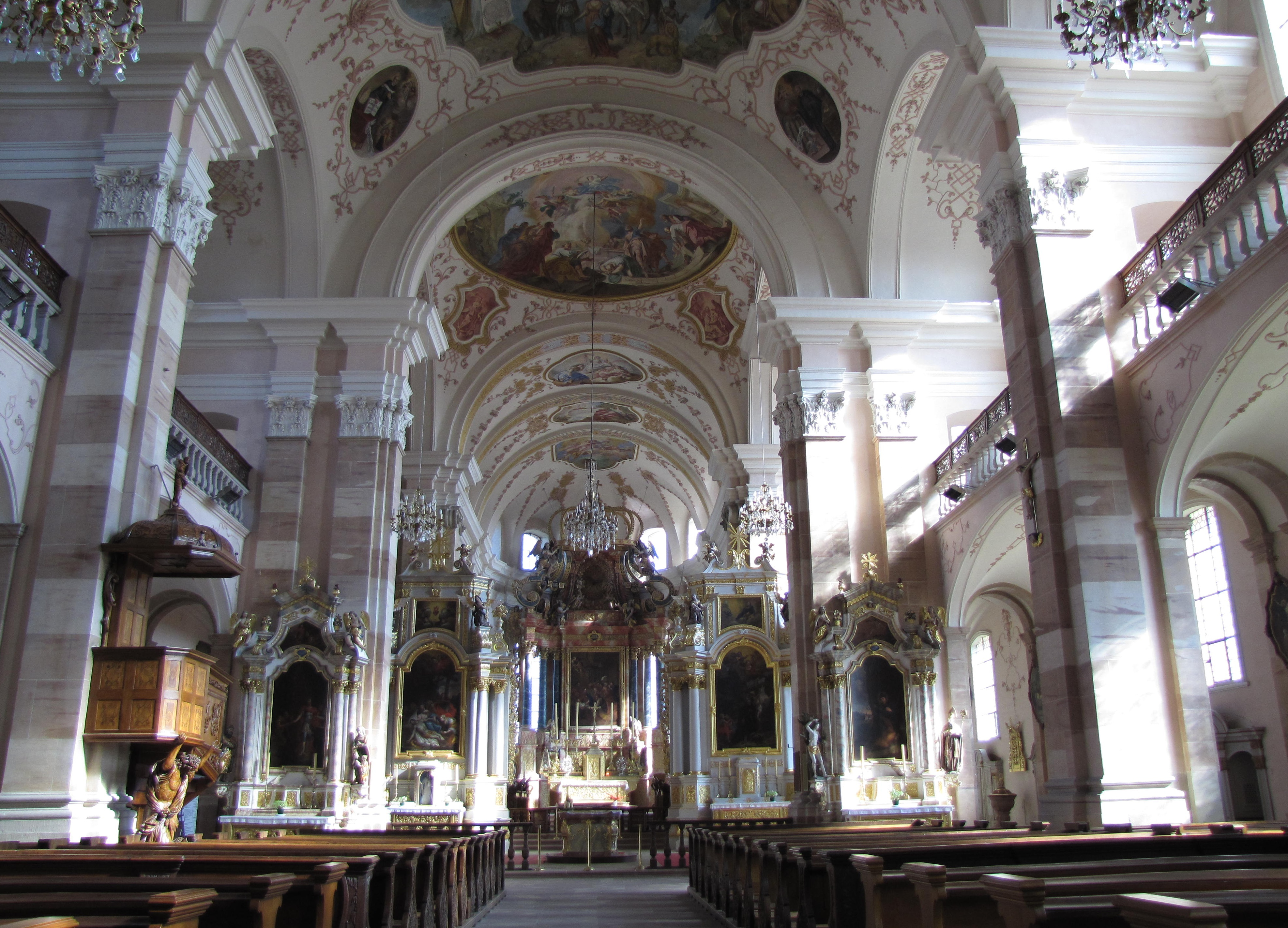
Vue intérieure de la nef vers le chœur
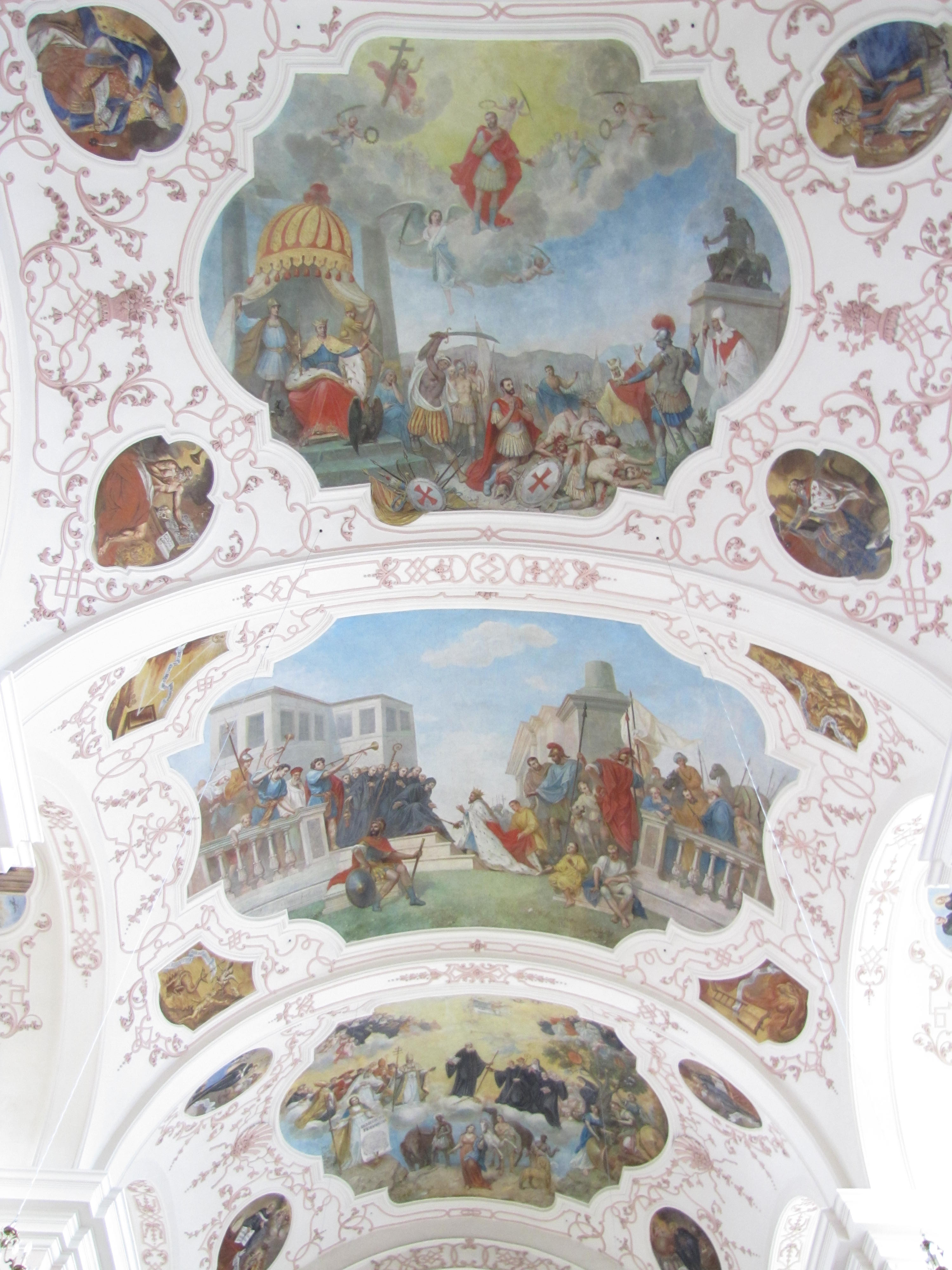
Fresques (1727) de la nef
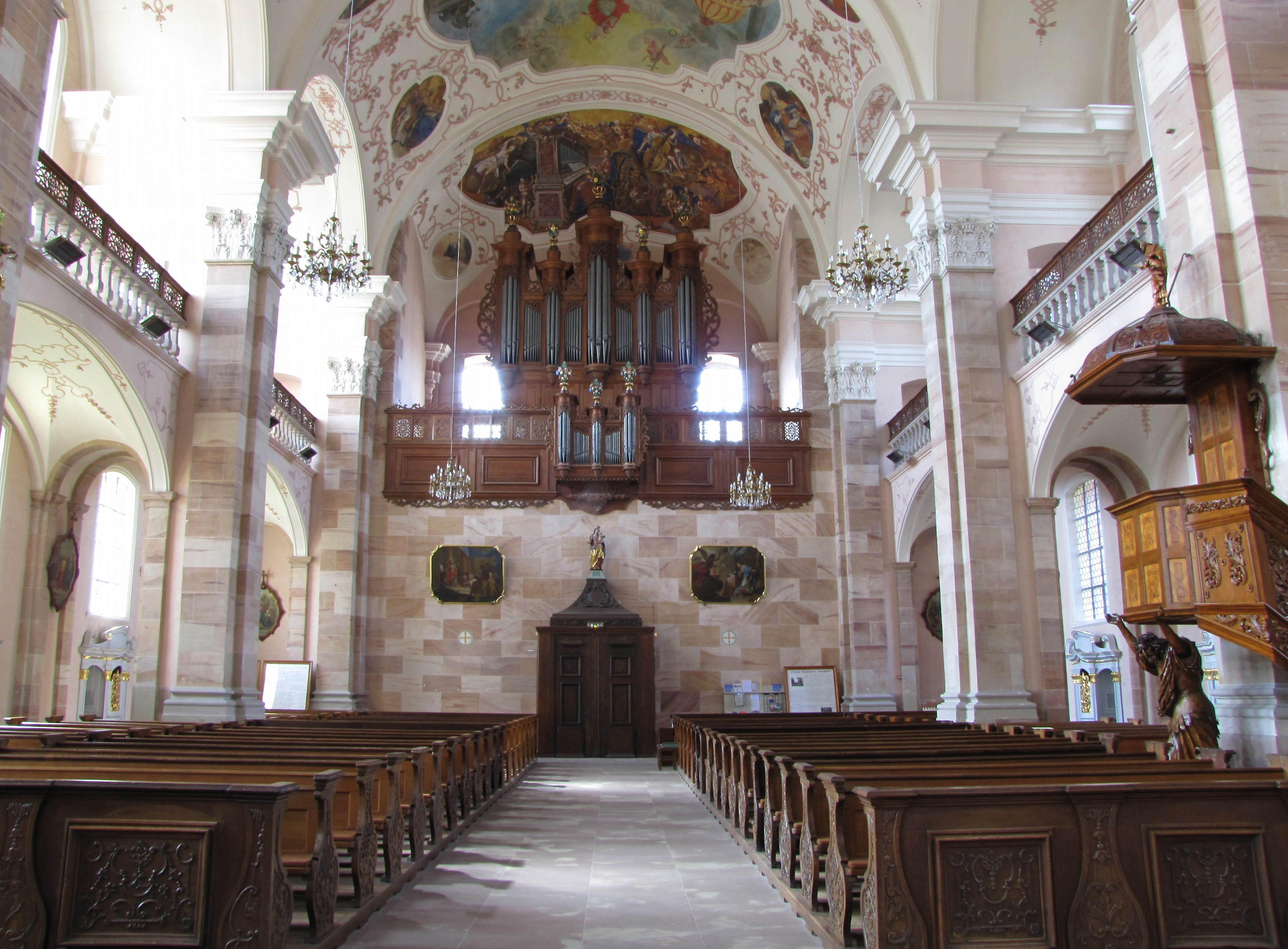
Vue intérieure de la nef vers la tribune d'orgue
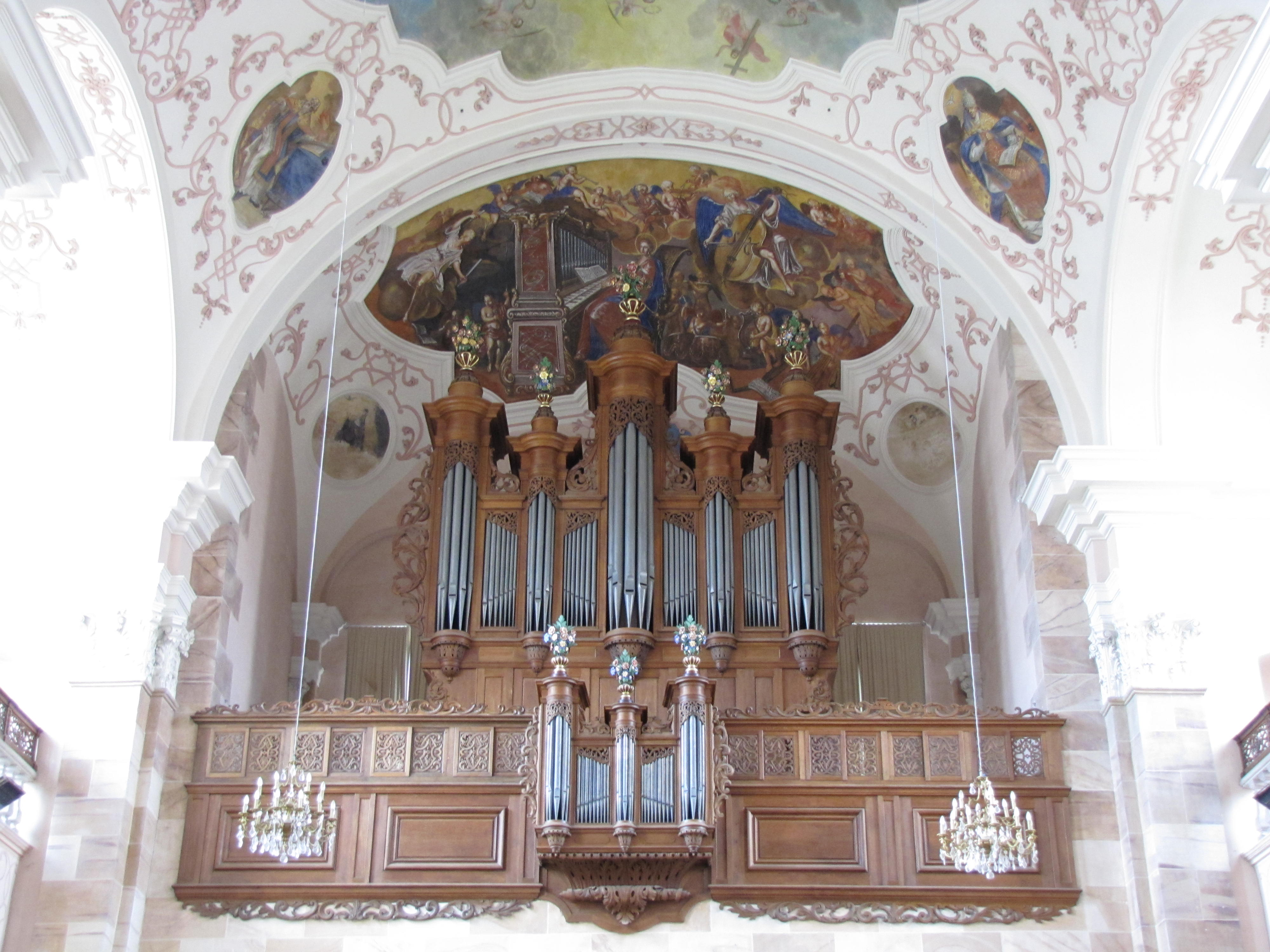
Orgue André Silbermann (1730)

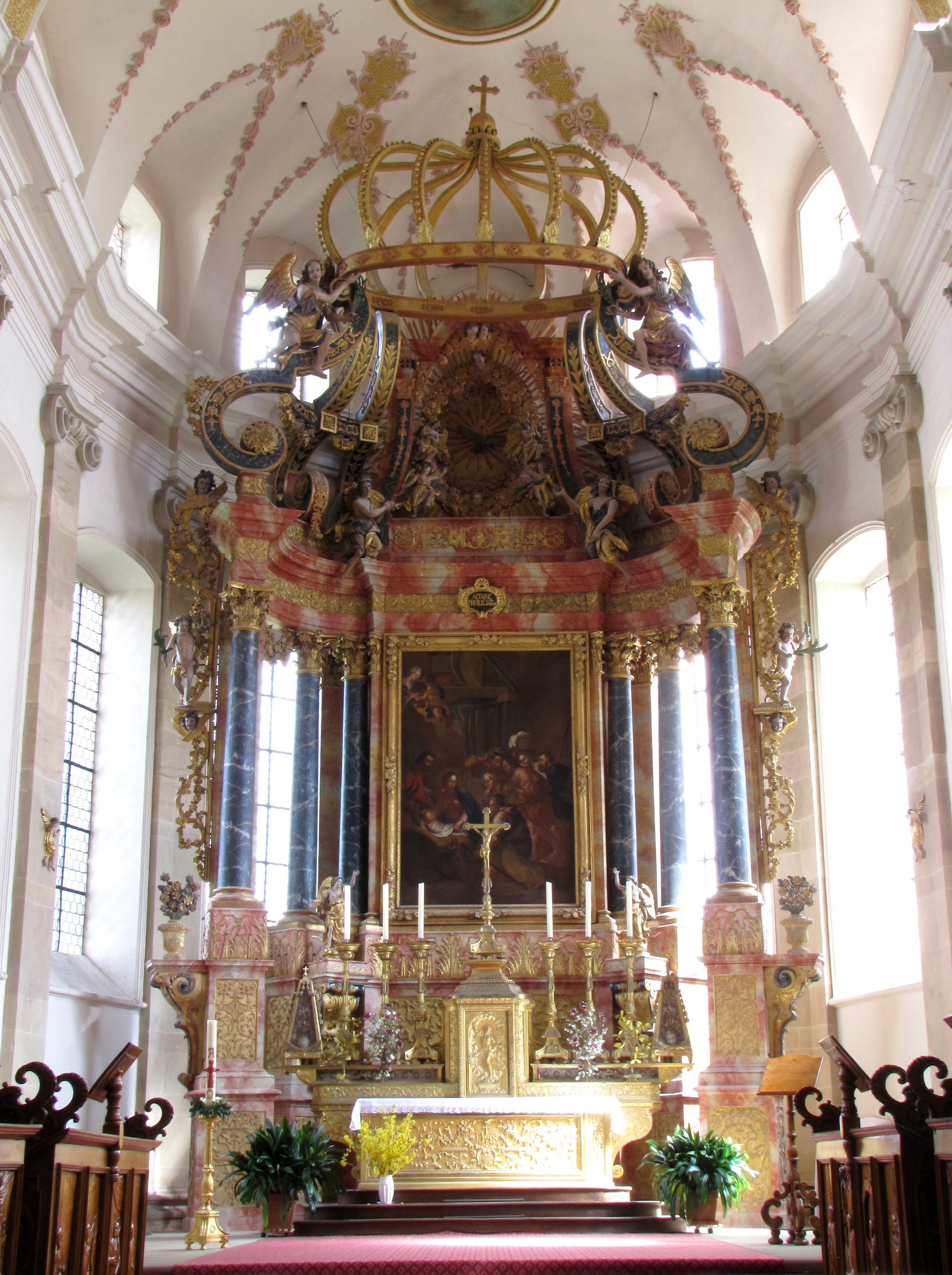
Maître-autel (1727)
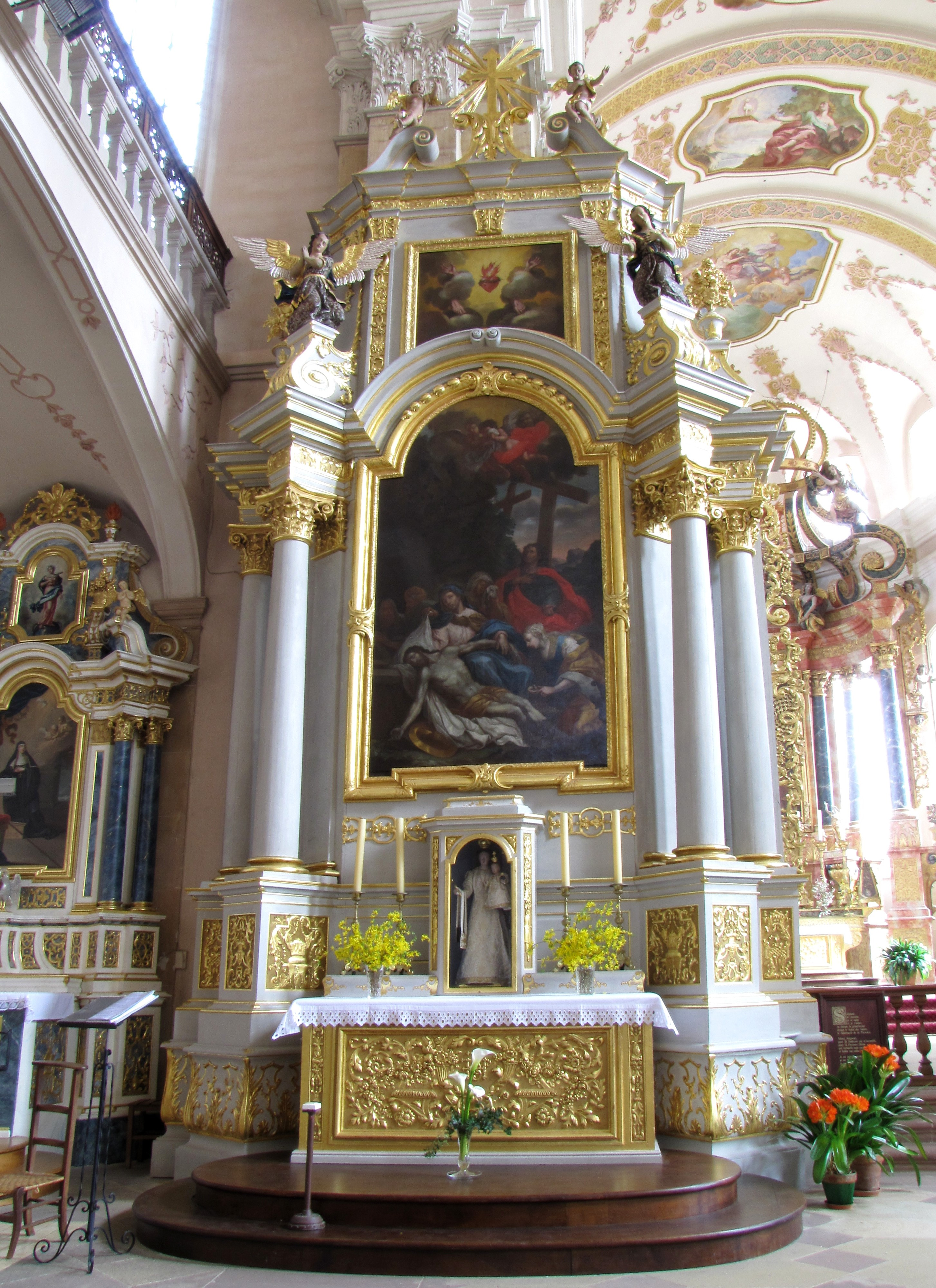
Autel de la Croix (1692-1730)
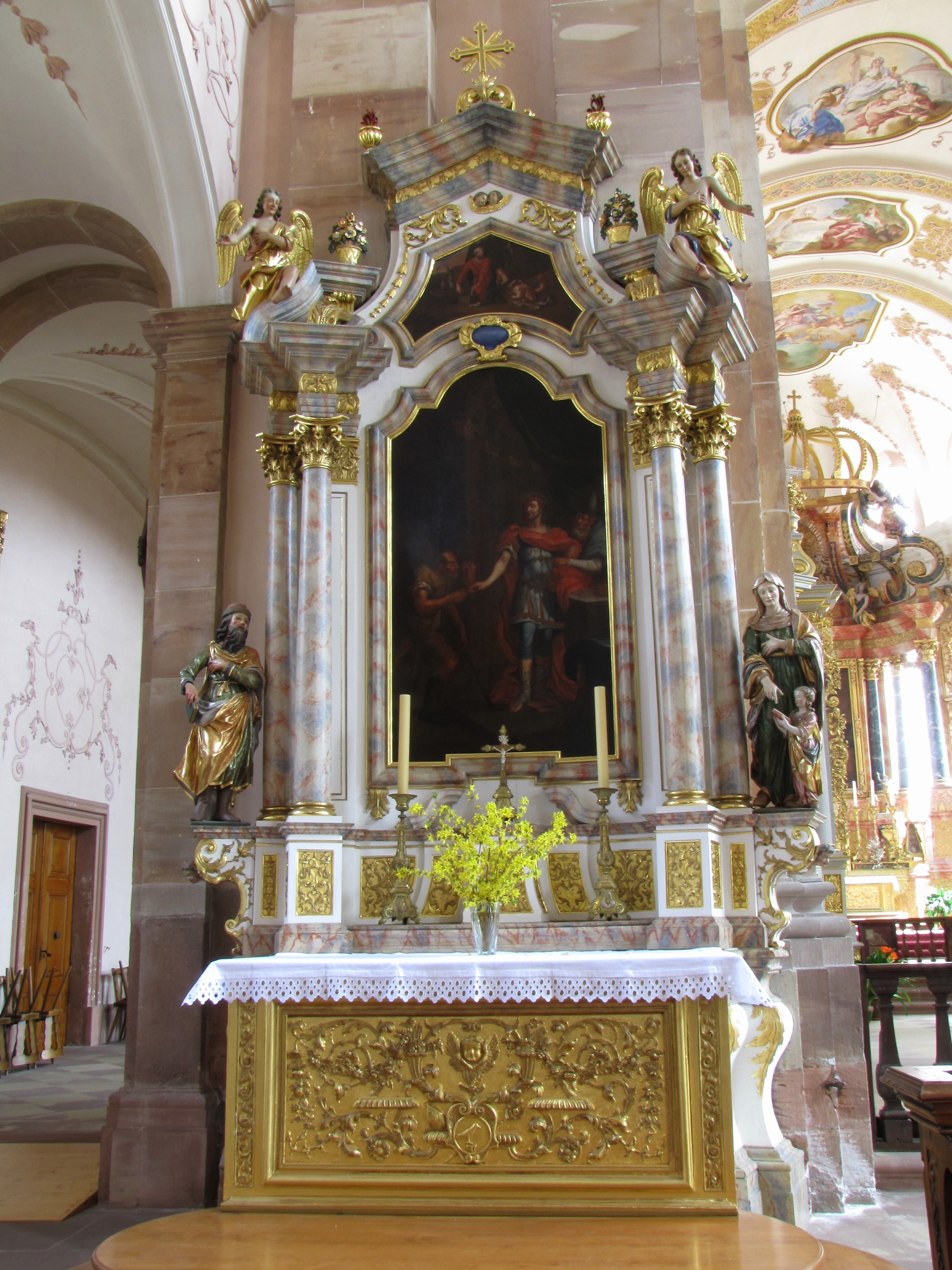
Autel de Saint-Oswald (1692-1730)
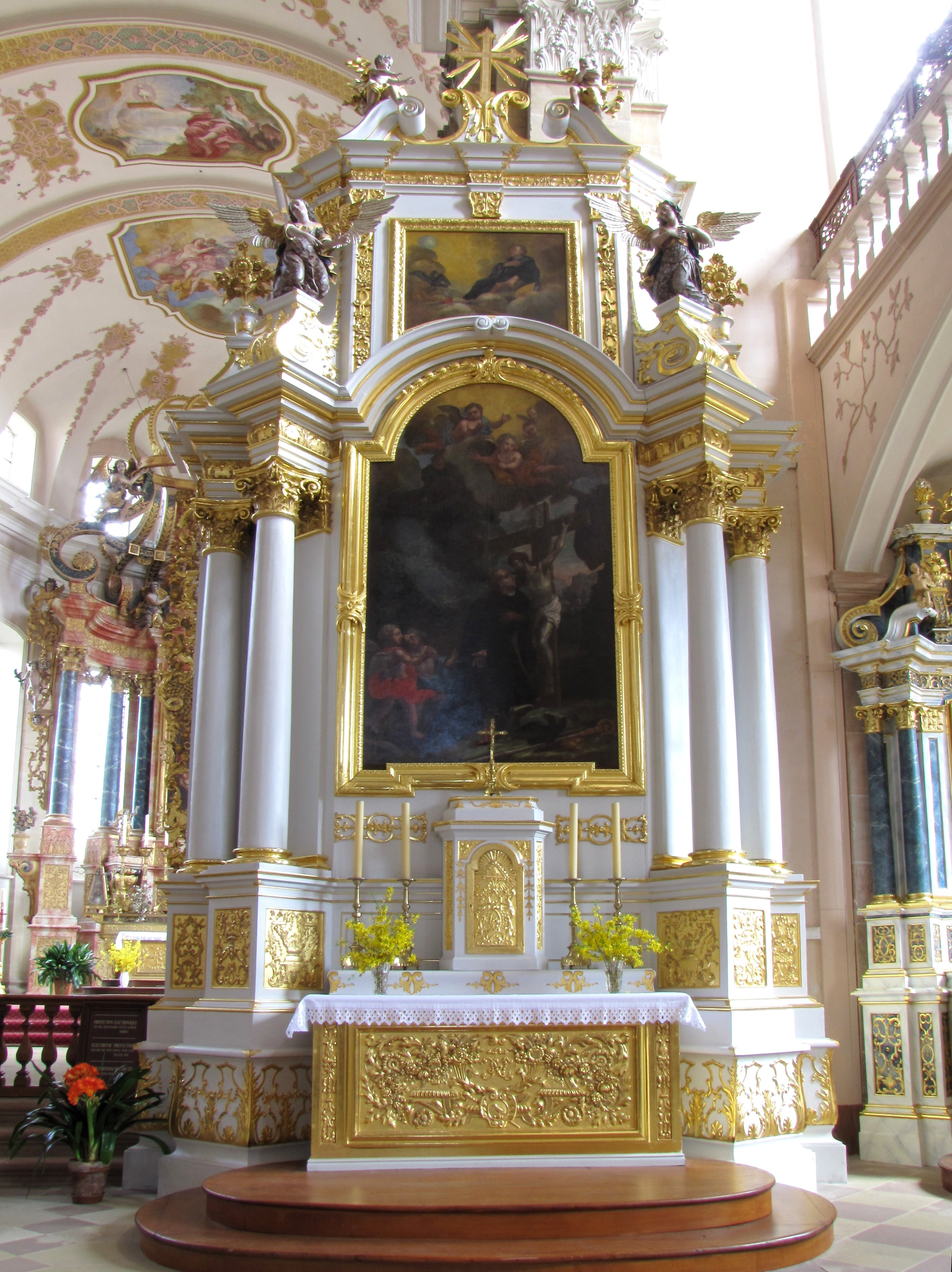
Autel de Saint-Benoît (1730)
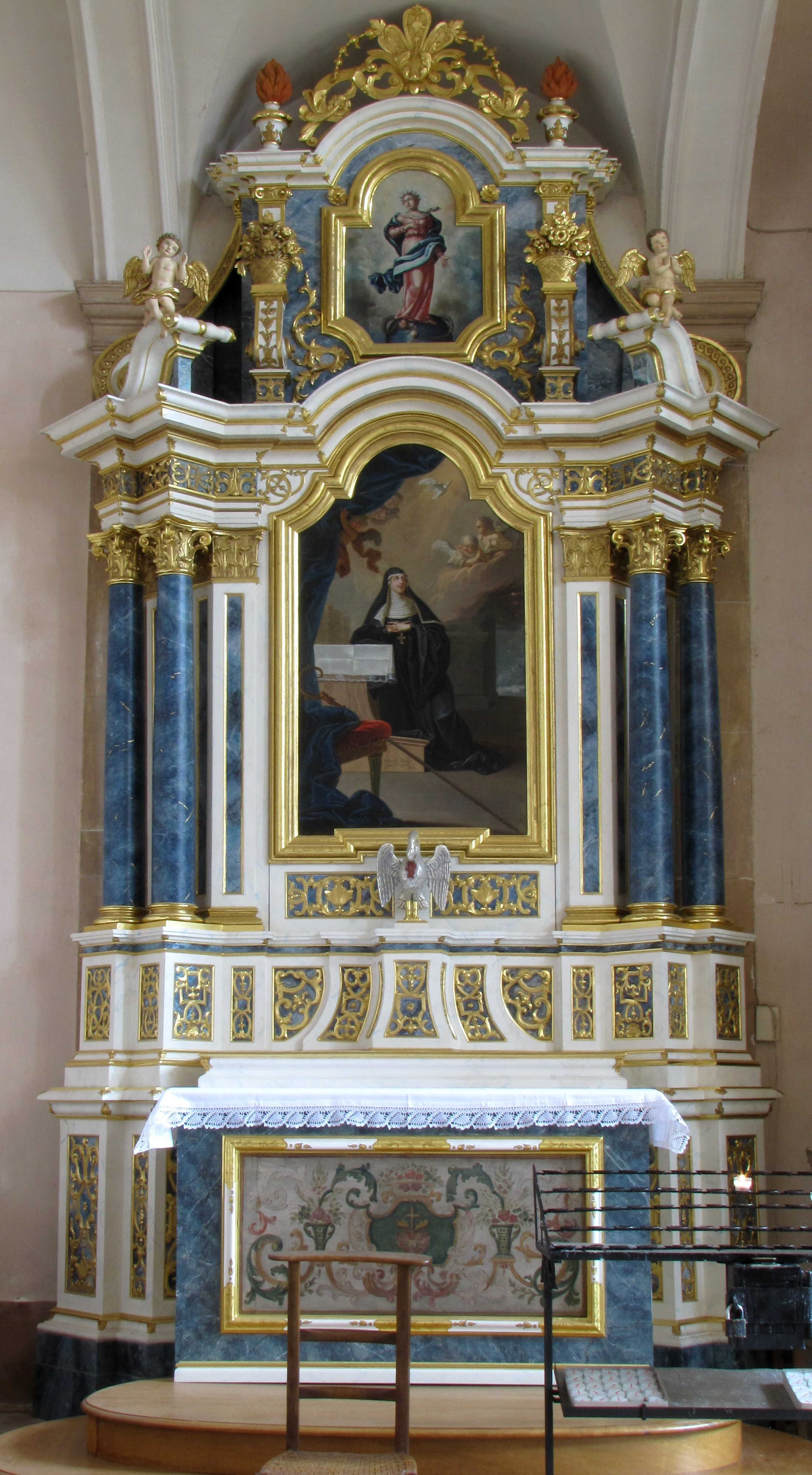
Autel de Sainte-Scholastique (1781)
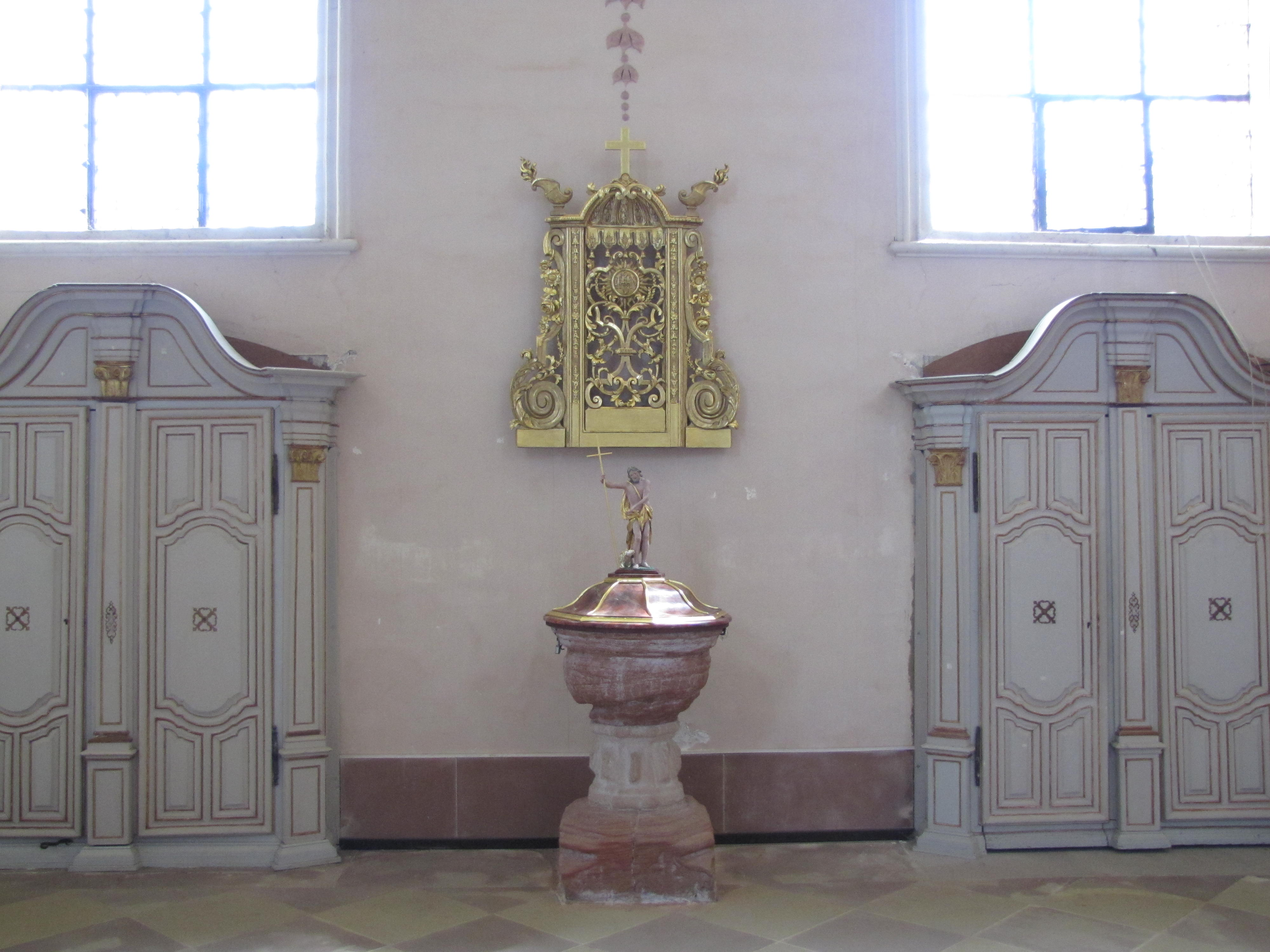
Fonts baptismaux et placards (XVIIIe siècle)
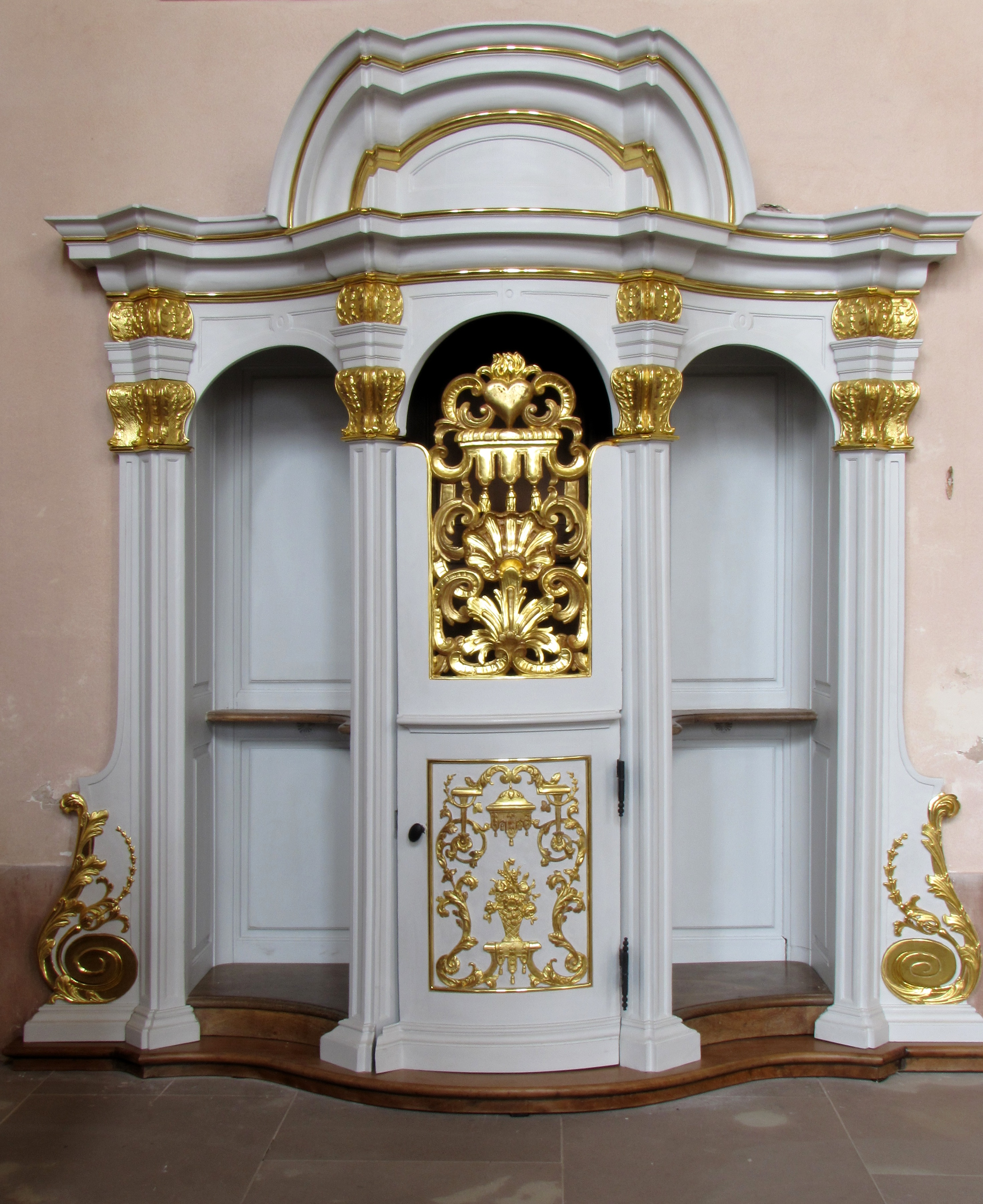
Confessionnal (XVIIIe siècle)
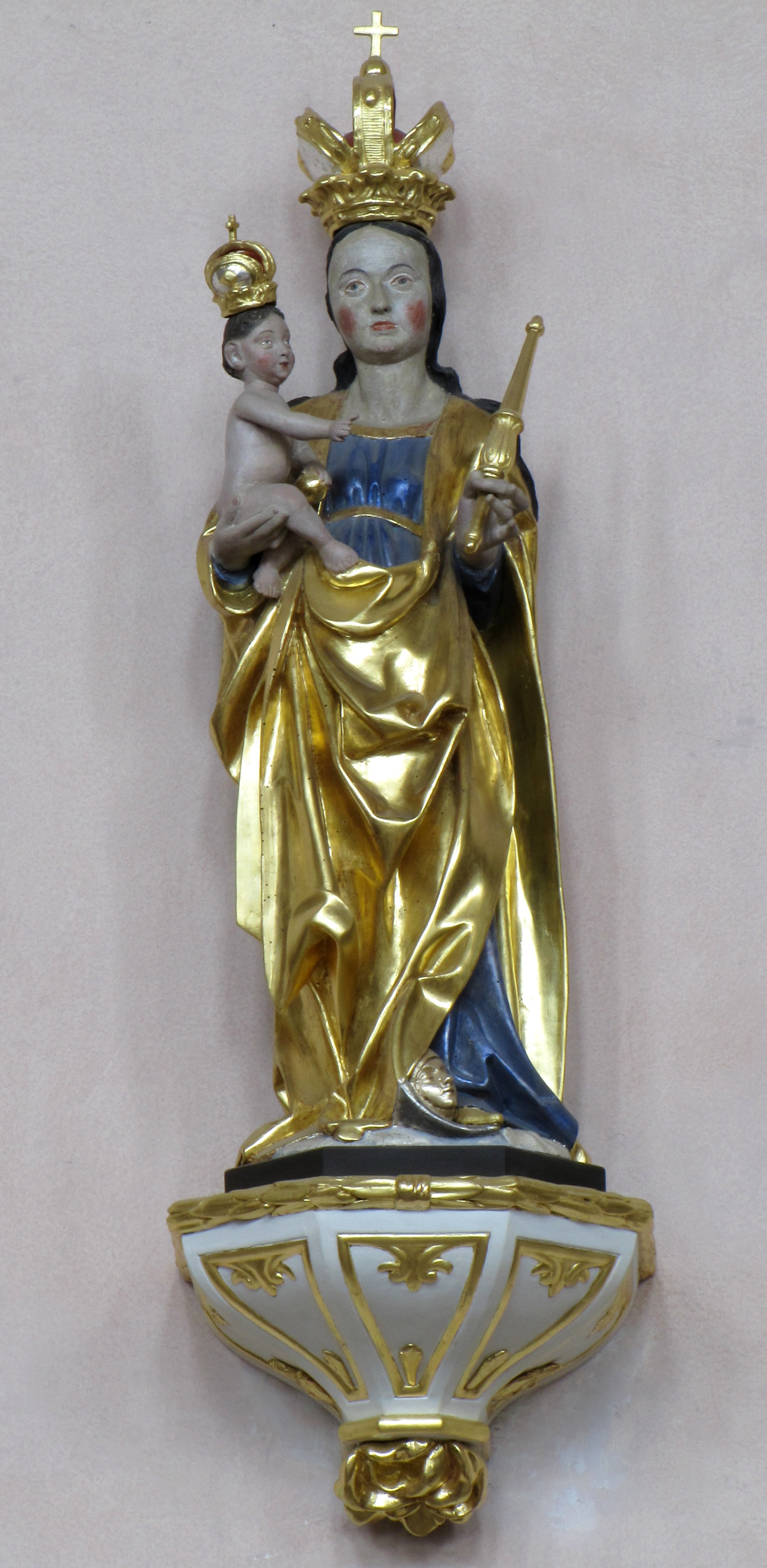
Vierge à l'enfant (XVIe siècle)
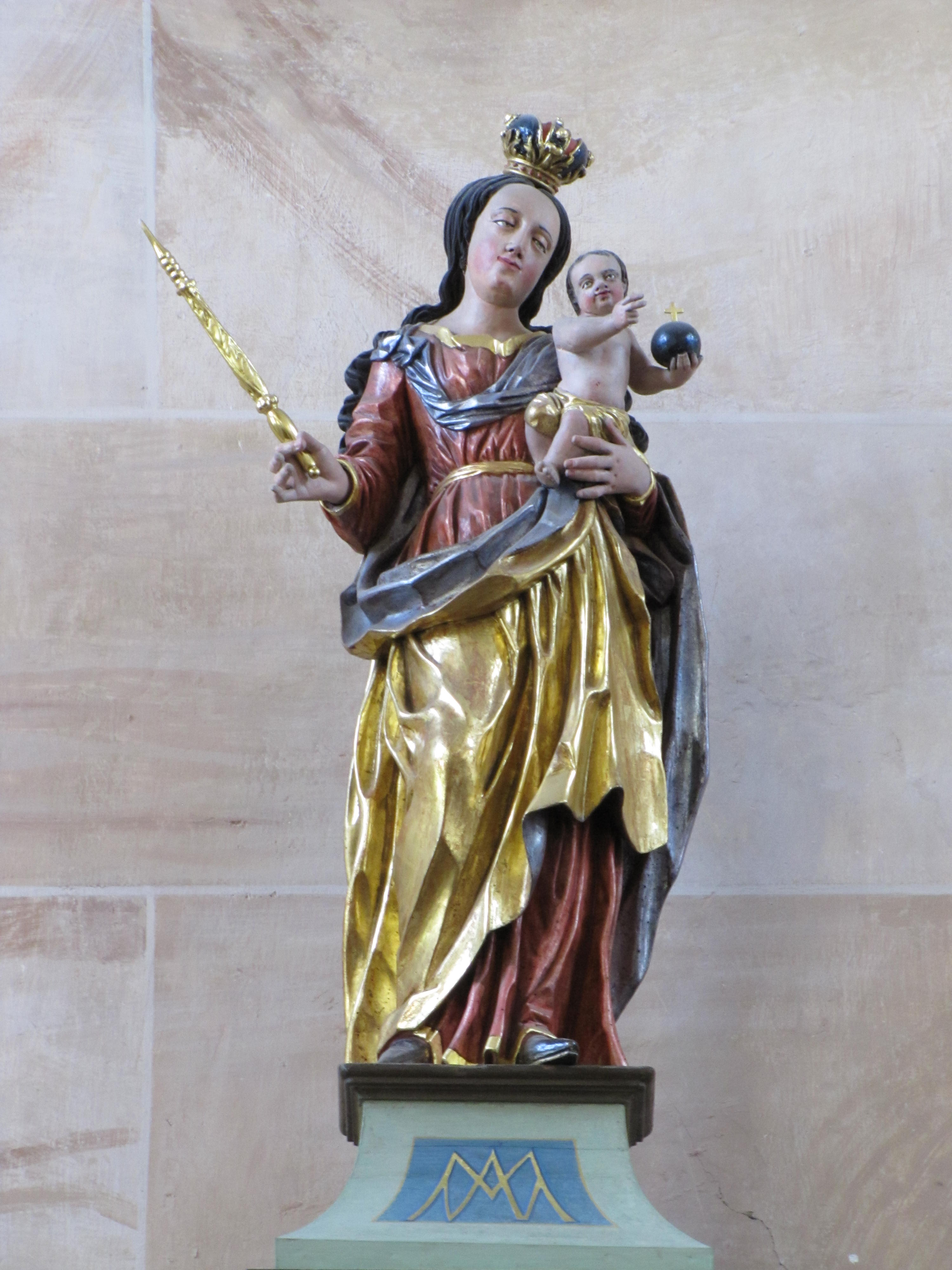
Vierge à l'enfant (XVIIIe siècle)

### Les Stalles se trouvant au chœur de l'abbatiale

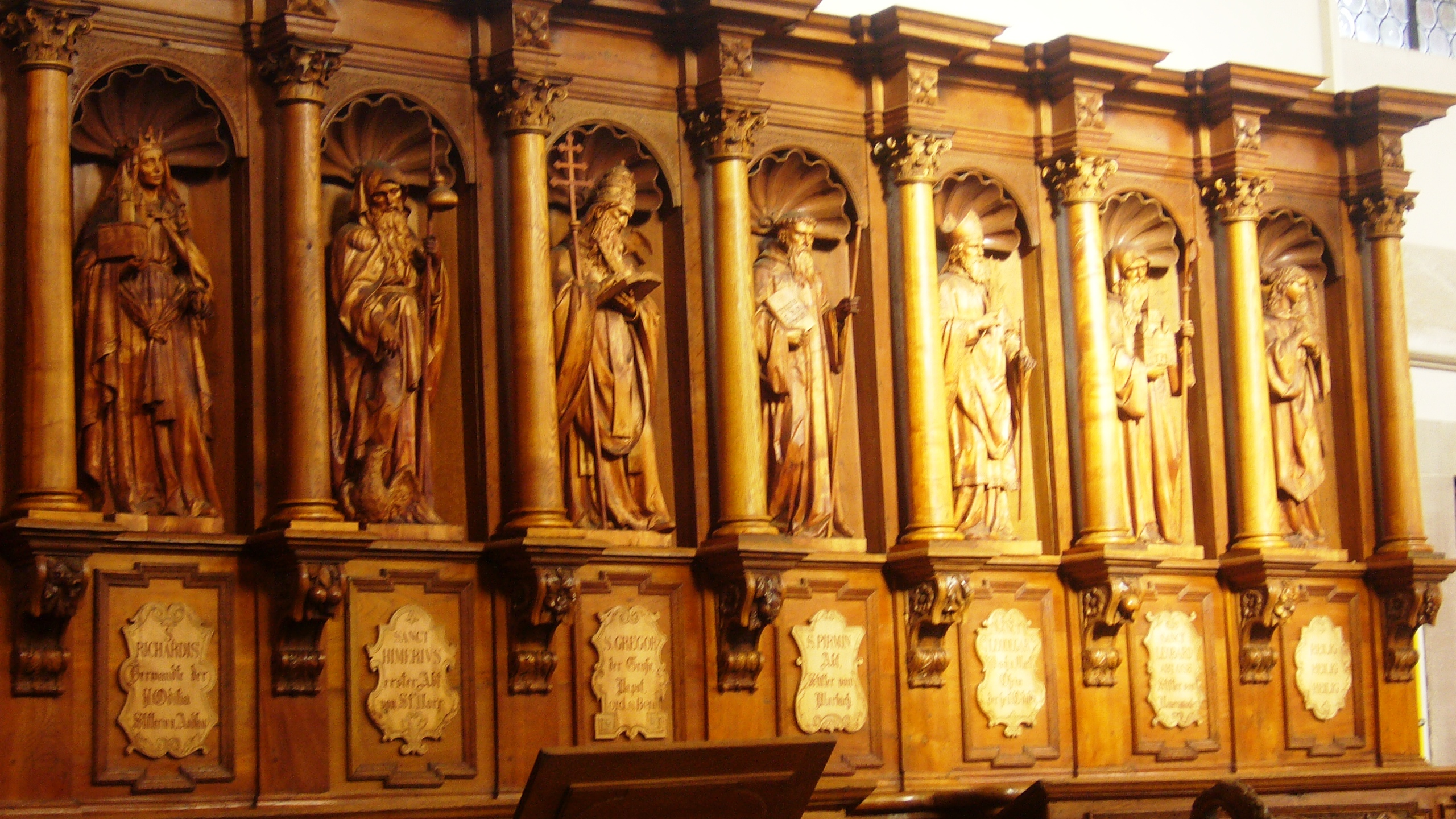
Stalles situées à gauche du chœur du maître-autel de l'église abbatiale d'Ebersmunster

Dans le chœur de l'abbatiale se trouvent des stalles, œuvre de Mathieu Wurtzer représentant les plus importants personnages ayant participé de près ou de loin à la renommée de l'abbaye d'Ebersmunster. Ces stalles sculptés dans le bois sont rangées de chaque côté du chœur du maître-autel. Pendant de longues années, ces boiseries en chêne étaient dans un délabrement le plus total: la plupart des statues des saints et des saintes qui ornaient au-dessus des sièges les niches avaient disparu: les stalles ne gardaient comme unique décor que les bas-reliefs qui ornaient le front. C'est le curé Charles Wetterwald (1872-1910) qui fit restaurer l'ensemble des statues qui avaient disparu. C'est dans l'atelier du sculpteur tyrolie Stuflesser que furent restaurées et reconstruites les statues. De couleur un peu plus claire, presque jaunâtre, ces statues se détachent nettement sur le fond sombre de la boiserie. Un écriteau en langue allemande orne chaque statue qui permet d'identifier les saints.
En commençant à l'entrée du chœur, on aperçoit du côté de l'évangile:
1. Saint Benoît bénissant le calice dont la mixture devait l'empoisonner à Vico-Varo
2. Sainte Scolastique, la sœur de saint Benoît, portant comme attribut le livre des saintes Règles et la colombe dont son âme a pris la forme pour monter au ciel au moment de sa mort.
3. Saint Hydulphe, abbé de Moyenmoutier et ami de saint Déodat, parrain de sainte Odile selon la légende, a pour attributs le bâton et la gourde de pèlerin.
4. L'impératrice sainte Richarde, épouse de Charles III le Gros (882-887) en compagnie de l'ours qui lui avait indiqué dans la vallée d'Andlau le lieu où elle devait fonder pour les femmes, l'abbaye de ce nom.
5. Saint Himère : en tenue de pèlerin avec, accroupi à ses pieds, le griffon infernal.
6. Saint Grégoire Ier, de l'ordre de Saint-Benoît, tenant de sa main droite une croix et portant dans sa main gauche le livre de l'Évangile surmonté d'une colombe, symbole vivant du Saint-Esprit qui l'assiste.
7. Saint Pirmin, abbé fondateur de l'abbaye de Murbach
8. Saint Léger, évêque d'Autun et oncle maternel de sainte Odile, avec la palme du martyre comme attribut.
9. Saint Léonard, abbé fondateur de Marmoutier, près de Saverne, portant comme attribut la maquette de cette célèbre église.
10. Un ange adorateur aux ailes déployées invite à la prière et au recueillement devant l'autel de Dieu.

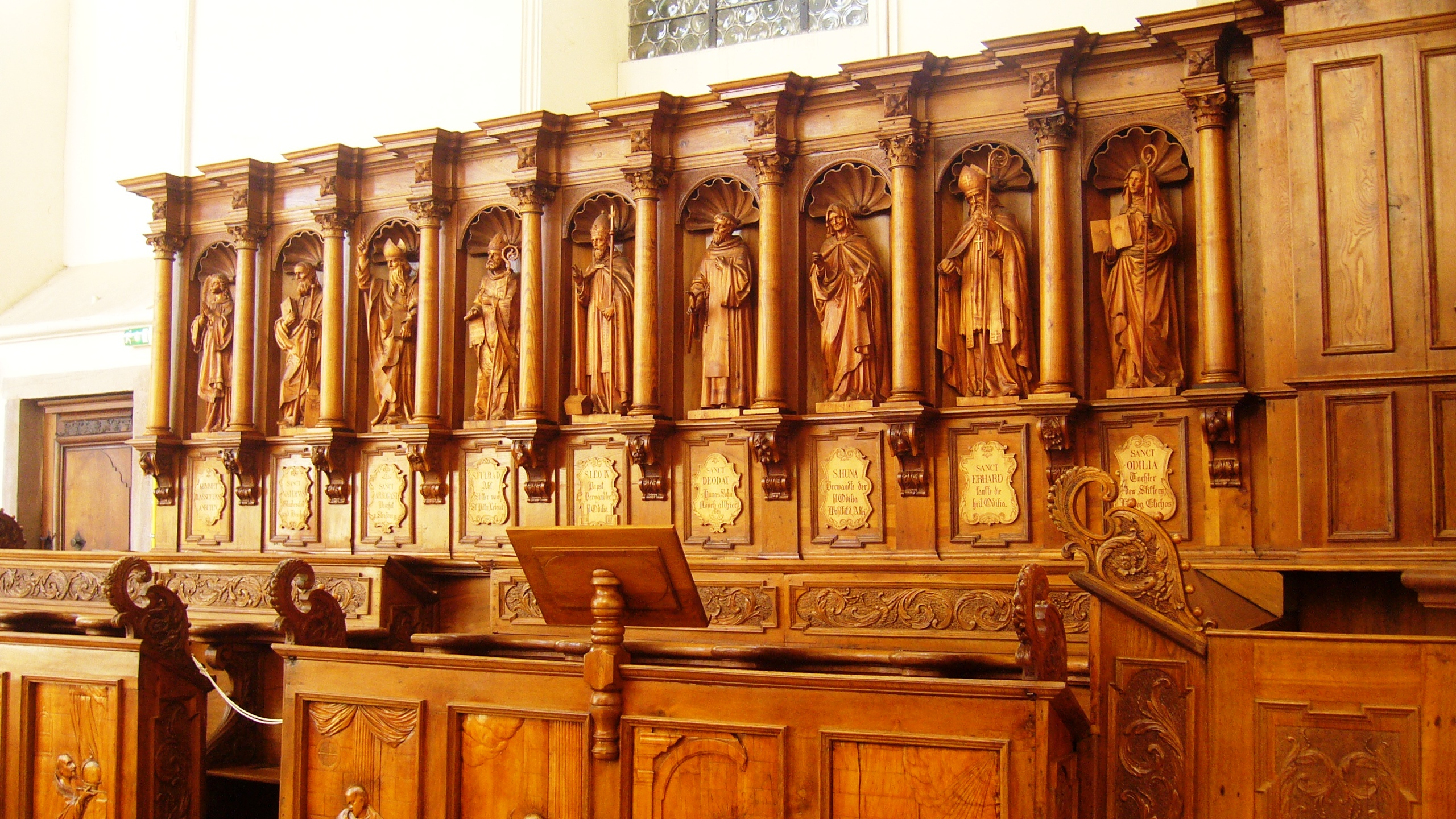
Stalles se trouvant sur le côté droit du chœur du maître-autel dans l'église abbatiale d'Ebersmunster

Du côté opposé, celui de l'Épitre, on distingue dans le même ordre en partant de nouveau de l'entrée du chœur :
1. Saint Dié (ou saint Déodat) évêque selon la légende, fondateur de l'abbaye d'Ebersmunster et de Jointure (Saint-Dié-des-Vosges), portant comme attribut la maquette de l'ancienne église romane d'Ebersmunster flanquée de quatre flèches.
2. Sainte Odile, la patronne d'Alsace, fille d'Aldaric et de Béreswinde, les fondateurs de l'abbaye d'Ebersmunster, portant le livre des Saintes Règles ouvert et marqué des deux yeux symboliques, allusion à la guérison miraculeuse de sa cécité congénitale.
3. Saint Ehrhart, évêque de Ratisbonne, père spirituel de sainte Odile selon la tradition, pour l'avoir baptisée et lui avoir fait recouvrer la vue.
4. Sainte Hune, portant dans sa main droite la croix et posant négligemment sa main gauche sur la tête de son âne qui apportait à saint Dié ses aumônes en argent et en nature.Sainte Hune fut canonisée en 1520 à la demande d'Ulric, duc de Wurtemberg, par le pape Léon X[13]. Sa fête est célébrée le 15 avril. Sa tombe fut profanée en 1549 par les habitants protestants d'Hunawihr.
5. Saint Dié II, le fils de Sainte Hune, qui mourut en odeur de sainteté comme son frère lai dans l'abbaye d'Ebersmunster. Son corps repose dans la chasse vitrée du côté de l'évangile sur la table du maître-autel et son chef est serti dans le reliquaire qui en orne du même côté le retable.
6. Saint Léon IX, le pape alsacien qui avait présidé à l'élévation solennelle du corps de sainte Richarde, sa parente, fondatrice de l'abbaye d'Andlau. La petite châsse qui est posée comme attribut à ses pieds rappelle ce fait mémorable.
7. Saint-Fulrad, 14e abbé de Saint-Denis près de Paris et fondateur des prieuré de Lièpvre et de Saint-Hippolyte, tenant en main comme attribut, le chef de grand aumônier. Il apporta, comme l'écriteau le rappelle, au pape Étienne II (752-(757) la donation de l'exarchat de Ravenne et de la Pentapole, source du pouvoir temporel des papes faite par le roi Pépin le Bref.
8. Saint Arbogast, évêque de Strasbourg, qui au dire du chroniqueur d'Ebersmunster a ressuscité Sigisbert, le fils du roi Dagobert, mortellement blessé au cours d'une battue de chasse dans les forêts vosgiennes.
9. Saint Materne, apôtre de l'Alsace et fondateur, selon la légende, de la première église chrétienne d'Ebersmunster.
10. Un ange adorateur aux ailes déployées, invite au recueillement par respect de ce lieu sacré.

Les bas-reliefs qui ornent les fronts des stalles, sont exclusivement consacrés à l'histoire de l'ordre de Saint Benoît.

## Source
Cet article est issu en partie de l'"Histoire de l'église et des princes-évêques de Strasbourg, jusqu'à nos jours" de l'abbé Philippe-André Grandidier, 2 tomes, imprimé en 1776 chez François Levrault, chapitre quatrième : Ebersmunster, pages 367 à 376. L'article a pu être modifié depuis et remanié.

#### Revues
- Bornert, René, « L'iconographie des saints bénédictins à l'église abbatiale d'Ebersmunster », p. 115-127, Annuaire de la Société d'histoire des amis de la bibliothèque de Sélestat, 1986
- Bornert, René, « Les fresques de l'église abbatiale d'Ebersmunster », Archives de l'Église d'Alsace, Strasbourg, 1985, p. 125-160
- Bornert, René, « La Révolution au jour le jour, deux chroniques inédites sur la vie quotidienne des habitants du clergé paroissiale et des moines bénédictins d'Ebersmunster de 1786-1806 », p. 75-155 - Archives de l'Église d'Alsace